# Aeroklub Suwalski
Aeroklub Suwalski – oddział Aeroklubu Polskiego z siedzibą na lotnisku w Suwałkach, który powstał w 1986 roku. Posiadał sekcje szybowcową, samolotową i motolotniową. Zlikwidowany 9 grudnia 2010 roku.

## Historia
Większość rekordów klubu została ustanowiona w latach '90.
23 czerwca 2003 około godziny 12:00 wydarzyła się katastrofa szybowca. Zginęły w niej dwie osoby: 44-letni instruktor i 17-letni uczeń; szybowiec rozbił się około 300 metrów od lotniska. Jak ustaliła Komisja Badania Wypadków Lotniczych, błąd popełnił uczeń lub instruktor. Zasądzone po katastrofie odszkodowanie zmusiło właścicieli do ogłoszenia upadłości klubu. Majątek klubu wynosił niecałe 100 tys. złotych, w jego skład wchodziły dwa samoloty i trzy szybowce. Syndyk sprzedał cały majątek Suwalskiej Szkole Lotniczej.
Funkcję aeroklubu Suwalskiego przejęła „Suwalska Szkoła Lotnicza”, która również ma swoją siedzibę na lotnisku w Suwałkach.